# Volker Weidler
Volker Weidler, född 18 mars 1962 i Heidelberg, är en tysk racerförare.

## Racingkarriär
Weidler körde i formel 1 för Rial Racing säsongen 1989. Han misslyckades med de förkvalificeringar och kvalificeringar han deltog i. 
Weidler fortsatte tävla i sportvagnsracing och vann Le Mans 24-timmars tillsammans med Johnny Herbert och Bertrand Gachot i en Mazda 787 1991. Det var då första gången en japansk bil- och motortillverkare vann det franska loppet.

## F1-karriär
| Säsong | Stall/Tillverkare | Poäng | Placering |
| ------ | ----------------- | ----- | --------- |
| 1989   | Rial-Ford         | 0     | –         |